# بئر بكار
بئر بكار قرية سوريّة تتبع إداريّاً لمحافظة حلب منطقة عين العرب ناحية صرين، بلغ تعداد سكانها 299 نسمة حسب التعداد السكاني لعام 2004.